# 在韓日本大使館トラック突入事件
在韓日本大使館トラック突入事件（ざいかんにほんたいしかんトラックとつにゅうじけん）とは、2012年7月9日早朝に韓国・ソウルの日本国在外公館へ政治活動として韓国人の男がトラックを突入させた事件。

## 概要
2012年7月9日午前4時55分、在韓日本大使館に62歳の韓国人の男が運転する小型トラックが突入した。鉄製の門扉が歪みレールから外れたが、建物に被害はなく負傷者も出なかった。男は警備中の警察官に取り押さえられ公用建造物破壊の現行犯で逮捕された。
後に日本大使館は外交通商省に厳重に抗議し、再発防止を申し入れた。突入したトラックの側面には、政治的行動を示唆する「独島（竹島の韓国表記）はわが領土」と表記されていた。また、同大使館前に継続設置されている慰安婦像の椅子に日本人男性が「竹島は日本固有の領土」と表示したことへの抗議行動と犯人は供述している。後日、日本国内では、保守団体がこの事件への抗議街宣を行うなど波紋もみられた。